# Луций Емилий Павел Македоник
Вижте пояснителната страница за други личности с името Луций Емилий Павел.
Луций Емилий Павел Македоник (на латински: Lucius Aemilius Paullus Macedonicus; * 229 г. пр.н.е.; † 160 г. пр.н.е.) e политик от Римската република, живял през II век пр.н.е.

## Биография
Син е на Луций Емилий Павел (консул 219 и 216 г. пр.н.е.), който губи битката при Кана и е убит в нея. Луций Емилий Павел е глава на патрицианската фамилия Емилии Паули, която е много богата и много влиятелна, родствена Сципионите.
Луций Емилий е първо военен трибун и през 193 г. пр.н.е. става курулски едил заедно с Марк Емилий Лепид, 191 г. пр.н.е. е избран за претор. Отива в испанските провинции като проконсул на Далечна Испания, където от края на 191 г. пр.н.е. до 189 г. пр.н.е. се бие против лузитаните. През 189/188 г. пр.н.е. той е в десетчленната сенатска комисия, която заедно с Гней Манлий Вулзон устройва по римски маниер, превзетите земи в Мала Азия след побеждаването на Антиох III от династията на Селевкидите. През 182 г. пр.н.е. Емилий Павел е избран за консул заедно с Гней Бебий Тамфил. Следващата година с проконсулски империум (proconsular imperium) той предприема военен поход и се бие против ингауните в Лигурия (област в Североизточна Италия). След това получава триумф.
През 168 г. пр.н.е. Павел е отново консул (с колега Гай Лициний Крас). Сенатът го прави главнокомандващ на воденето на войната в Македония и на 22 юни печели решителната Битка при Пидна, в резултат на която римляните подчиняват Македония. Македонският цар Персей е пленен и Третата македонска война приключва. Същевременно той е възхваляван за своите скромност и безкористност от Цицерон, който твърди, че от похода си на Балканите той не е придобил за "своя дом" нищо друго, освен славата на името си ("вечната си памет").
За сплашване на местното население на завладените земи, Павел одобрява избиването на 500 етолийци, които са били известни с опозицията си към Рим. Той изпраща много гърци и македонци в изгнание в Италия, конфискува тяхната собственост в името на Рим, запазва обаче – според Плутарх – много за себе си. Неговите победни празненства и паметници символизират постигнатото от него подчинено положение на македони и гърци спрямо Рим. Обаче неговите легиони са недоволни от плячката и по обратния път към Рим през 167 г. пр.н.е. военачалникът решава да разграби Епир, което се оправдава с подкрепата на епирците за македоните. Регионът е бил вече подчинен, но Павел заповядва грабежа на 70 града и опустошаването на областта, както и заробването на населението й. Така Емилий Павел отнася в Рим огромна военна плячка и отвежда там 150 000 роби от съюзените с Персей епирски градове. В Рим празнува грандиозен триумф, с голямата си плячка и пленения цар Персей. Получава от Сената името (когномен) Македоник (Macedonicus).
През 164 г. пр.н.е. той е избран за цензор заедно с Квинт Марций Филип, но не доживява края на 5-годишния си мандат, а умира през 160 г. пр.н.е.

## Семейство
След смъртта на Македоник фамилията Емилии Паули е в упадък. 
Първият му брак е с Папирия Мазониз, дъщеря на Гай Папирий Мазон (консул 231 г. пр.н.е.), с която според Плутарх е разведен по неизвестни причини. Имат 4 деца - двама сина и две дъщери. Дъщеря им Емилия Терция Прима се омъжва за юриста Марк Порций Катон Лициниан, син Катон Стари и е майка на Гай Порций Катон и Марк Порций Катон. Другата им дъщеря, Емилия Паула Секунда се омъжва за богатия Луций Елий Туберон и е майка на Квинт Елий Туберон. Павел дава след 179 г. пр. Хр. на приятелски фамилии за осиновяване първородните си синове Квинт Фабий Максим Емилиан и Публий Корнелий Сципион Емилиан Африкански, за да им осигури успешно обучение (cursus honorum). Единият е осиновен от Квинт Фабий Максим (претор 181 г. пр.н.е., внук на прочутия Квинт Фабий Максим), а другия от Публий Корнелий Сципион (най-възрастният син на Сципион Африкански).
Македоник се жени повторно и има още двама сина, които умират съответно на 14 и 9 години (според Полибий), по времето когато той празнува своето триумфално шествие.